# Troglohyphantes lakatnikensis
Troglohyphantes lakatnikensis là một loài nhện trong họ Linyphiidae.
Loài này thuộc chi Troglohyphantes. Troglohyphantes lakatnikensis được miêu tả năm 1931 bởi Drensky.